# Хоуп, Эдриан, 4-й маркиз Линлитгоу
Эдриан Джон Чарльз Хоуп, 4-й маркиз Линлитгоу (англ. Adrian John Charles Hope, 4th Marquess of Linlithgow; род. 1 июля 1946 года) — британский дворянин, титулованный виконт Эйтри с 1946 по 1952 год и граф Хоуптаун с 1952 по 1987 год. Его семейное поместье — Хоуптаун-хаус, недалеко от Эдинбурга, Шотландия. Он получил образование в Итонском колледже.

## Биография
Родился 1 июля 1946 года. Единственный сын Чарльза Хоупа, 3-го маркиза Линлитгоу (1912—1987), и Вивьен Кеньон-Слейни (1918—1963). Он получил образование в Итонском колледже (Виндзор, графство Беркшир, Англия).
Лорд Линлитгоу был женат три раза. 9 января 1968 года он женился первым браком на Энн Памеле Левесон (род. 122 февраля 1946), дочери Артура Эдмунда Левесона (1908—1981) и Маргарет Рут Мод (1920—2012). У пары было двое детей до развода в 1978 году.
- Эндрю Виктор Артур Чарльз Хоуп, граф Хоуптаун (род. 22 мая 1969); женился на Скай Лоретте Бовилл (род. 1969), дочери майора Бристоу Чарльза Бовилла и Керри Энн Рейнольдс, 10 июля 1993 года. У пары четверо детей.
- Лорд Александр Джон Адриан Хоуп (род. 3 февраля 1971)

В 1980 году он вторым браком женился на Пете Кэрол Биндинг (? — 2 февраля 2009), дочери Чарльза Виктора Ормонда Биндинга. У них было двое детей. Он и Пета Кэрол Биндинг развелись в 1997 году.
- Леди Луиза Сивьен Хоуп (род. 16 апреля 1981)
- Лорд Роберт Чарльз Робин Адриан Хоуп (род. 17 января 1984). Женат на Тамариск Моррис.

1 ноября 1997 года Эдриан Хоуп женился третьим браком на Ауриол Веронике Макесон-Сэндбах (род. 27 мая 1943), дочери капитана Грэма Лори Макесон-Сэндбаха и Джеральдины Памелы Вайолет Сэндбах. Супруги не имели детей и развелись в 2007 году.
Вероятно, что нынешнему маркизу наследует его старший сын Эндрю, граф Хоуптаун. Лорд Хоуптаун женат на Скай Бовилл, ныне графине Хоуптаун. Он является бывшим почетным пажом королевы Елизаветы, королевы-матери. Лорд и леди Хоуптаун принимают участие в процессии кареты королевы в Королевском Аскоте.
Лорд и леди Хоуптаун живут в Хоуптаун-хаусе, а 4-й маркиз Линлитгоу живет в поместье.